# العصيبة
العصيبة قرية تتبع ناحية مركز بانياس في منطقة بانياس التابعة لمحافظة طرطوس.